# Popis sistemnih bolesti praćenih očnim promjenama
Sistemne bolesti mogu na direktan ili indirektan način zahvatiti oko; tad govorimo o sistemnim bolestima s očnim manifestacijama. Postoje mnoge bolesti koje su poznate po tome što uzrokuju očne promjene i smetnje vida. Primjerice dijabetes je vodeći uzročnik sljepoće u dobi od 20-74. Bolesti kao što su dijabetička retinopatija i makularni edem zahvaćaju više od 80 % dijabetičara koji boluju 15 godina i dulje. Bolesti koje mogu također uzrokovati smetnje vida i promjene na oku su hipertenzija (povišeni krvni tlak) i AIDS (sindrom humane imunodeficijencije). 

## Sistemne alergijske bolesti
- Atopijski dermatitis
- Atopijski ekcem
- Peludna groznica
- Astma
- Urtikarija
- Vernalni konjunktivitis

## Bolesti kože i sluznica
- Akne rozacea
- Albinizam
- Atopijski dermatitis
- Bechterewljeva bolest
- Ožiljni pemfigoid
- Ehlers-Danlosov sindrom
- Bulozna epidermoliza
- Erythema multiforme
- Goltz-Gorlinov sindrom
- Ihtioza
- Incontinentia pigmenti
- Nevus Otta
- Pemfigus
- Pseudoxanthoma elasticum
- Psorijaza
- Stevens-Johnsonov sindrom (Erythema multiforme major)
- Vogt-Koyanagi-Haradin sindrom (sy. Vogt-Koyanagi-Harada)
- Xeroderma pigmentosum

## Fakomatoze
- Angiomatoza mrežnice (Von Hippel-Lindauova bolest, retinocerebelarna kapilarna hemangiomatoza)
- Ataxia telangiectasia (Louis-Barov sindrom)
- Encefalotrigeminalna angiomatoza (Sturge-Weberov sindrom)
- Neurofibromatoza (von Recklinghausenova bolest)
- Tuberozna skleroza (Bournevilleov sundrom)
- Wyburn-Masonov sindrom (racemozna hemangiomatoza)

## Bolesti veziva
- ankilozirajući spondilitis
- dermatomiozitis
- poliarteritis nodoza
- Reiterov sindrom
- reumatoidni artritis
- sarkoidoza
- sklerodermija
- sistemni eritematozni lupus
- temporalni arteritis
- relapsirajući poliarteritis
- Wegenerova granulomatoza

## Sistemne virusne infekcije
- varičela (vodene kozice, male boginje)
- rubeola
- ospice (morbili)
- velike boginje (variola)
- vakcinija
- herpes simpleks
- herpes zoster
- zaušnjaci (mumps, epidemijski parotitis)
- infektivna mononukleoza
- gripa (influenca)
- citomegalovirusna bolest
- faringokonjunktivalna groznica (adenovirus tip 3)
- epidemijski keratokonjunktivitis (adenovirus tip 8)
- virus humane imunodeficijencije (AIDS)

## Sistemne bakterijske infekcije
- gonoreja (ophthalmia neonatorum)
- bruceloza
- difterija
- Lymeova bolest
- septikemijski metastatski endoftalmitis
- tularemija
- leproza (guba, Hansenova bolest)
- tuberkuloza
- sifilis

## Sistemne parazitarne bolesti
- Lymphogranuloma venereum (klamidija)
- Inkluzijski konjunktivitis (klamidija)
- Malarija
- Toksoplazmoza

## Sistemne gljivične infekcije
- Candida albicans
- Histoplazmoza
- Kokcidiomikoza
- Kriptokokoza
- Metastatski gljivični endoftalmitis
- Aktinomikoza
- Streptothrix

## Sistemne bolesti uzrokovane crvima i glistama
- Cisticerkoza (trakavice)
- Ehinikokoza (hidatidna cista)
- Toksokarijaza (Toxocara)
- Trihineloza (Trichinella)
- Onkocerkoza
- (Loa loa filarijaza)

## Kromosomske aberacije i genetski poremećaji
- Schmid-Fraccarov sindrom
- Sindrom mačjeg plača
- Turnerov sindrom
- Prstenasti-D kromosom
- Monosomija-G sindrom
- Trisomija 13 (Patauov sindrom)
- Trisomija 18 (Edwardsov sindrom)
- Trisomija 21 (Downov sindrom, mongoloidizam)
- Delecija dugog kraka kromosoma 18
- Delecija kromosoma 18
- Ciliopatični genetički sindromi - brojni genetski poremećaji praćeni očnim promjenama uključuju genotipsku ciliopatiju

## Hematološke bolesti
- Anemija

## Kardiovaskulrne bolesti
- Kardiovaskulrne bolesti
  - Ateroskleroza
  - Hipertenzija
  - Pre-eklampsija (toksemija trudnoće)

- Vaskularne okluzivne bolesti (brzoprogresivne)
  - Embolija i tromboza
  - Okluzija središnje mrežničke arterije
  - Miksom
  - Temporalni arteritis
  - Ataka srpaste anemije

- Vaskularne okluzivne bolesti (sporoprogresivne)
  - Bolest karotidnih arterija
  - Tranzitorna ishemijska staka (TIA)
  - Diabetes mellitus
  - Kolagenoze

- Venske okluzivne bolesti
  - Tromboza
  - Uporaba hormonskih kontraceptiva

- Endokarditis
- Miksom
- Takayasuov arteritis
- Pre-eklampsija (toksemija trudnoće)
- Obliterirajući trombangitis
- Hereditarna telangiektazija (Rendu-Osler-Weberov sindrom)

## Endokrine bolesti
- Addisonova bolest
- Cushingova bolest
- Diabetes mellitus
- Hiperparatireoiditizam
- Hipoparatireoiditizam
- Hipertiteoza
- Hipotireoza

## Gastrointestinalne bolesti i bolesti prehrane
- Alkoholizam
- Crohnova bolest
- Bolest jetre
- Malnutricija
- Peptički ulkus
- Bolest gušterače
- Regionalni enteritis ili ulcerativni kolitis
- Nedostatak vitamina A
- Nedosatak vitamina B
- Nedostatak vitamina C
- Hipervitaminoza A, B, i D
- Whippleova bolest

## Metabolički poremećaji
- Albinizam
- Alkaptonurija
- Amiloidoza
- Chediak-Higashijev sindrom
- Cistinoza
- Fabryjeva bolest
- Galaktozemija
- Gaucherova bolest
- Giht (hiperurikemija)
- Hemokromatoza
- Histiocitoza
- Homocistinurija
- Lipidoza
- Marfanov sindrom
- Weill-Marchesaniev sindrom
- Mukopolisaharidoza
- Niemann-Pickova bolest
- Osteogenesis imperfecta
- Wilsonova bolest

## Bolesti lokomotornog sustava
- Albrightova bolest (fibrozna displazija koštanog tkiva)
- Apertova bolest
- Conradova bolest
- Kraniofacijalni sindromi
- Sindromi facijalnih deformiteta
- Mišićne distrofije
- Miastenija gravis
- Osteogenesis imperfecta
- Pagetova bolest

## Plućne bolesti
- Astma
- Karcinomi bronha
- Bronhiektazije
- Cistična fibroza
- Emfizem
- Upale pluća
- Tuberkuloza

## Bolesti bubrega
- Alportov sindrom
- Azotemija (akutni i kronični pijelonefritis)
- Lowesov sindrom
- Cistične bolesti srži bubrega
- Nefrotski sindrom (akutni glomerulonefritis, dijabetički bubreg, sistemni eritematozni lupus)
- Transplatacija bubrega
- Wilmsov tumor (nefroblastom)

## Neoplastične bolesti s očnim metastazama
- Karcinomi i sijela metastaza
- Krvne neoplazije
  - Leukemije
  - Limfomi

- Dojka
- Debelo crijevo
- Bubreg
- Pluća
- Genitalni organi
  - Jajnik, grlić maternice
  - Testis, prostata
- Koža
  - Melanom
- Probavni organi
  - Želudac
  - Gušterača
- Endokrini organi
  - Štitnjača

|  | Molimo pročitajte upozorenje o korištenju medicinskih informacija. Ne provodite liječenje bez savjetovanja s liječnikom! |